# Conus vanhyningi
Conus vanhyningi é uma espécie de gastrópode do gênero Conus, pertencente à família Conidae.